# 雷元善
雷元善（1559年—？），字汝仁，號體吾，陝西西安府同州朝邑縣人，軍籍，明朝政治人物。

## 生平
壬午鄉試五十六名，萬曆十四年（1586年）丙戌科會試三百三名，登三甲第九十九名進士。礼部观政，

## 家族
曾祖雷景祥；祖父雷賜宗；父雷世卿，曾任壽官。母徐氏；繼母白氏；繼母任氏。严侍下。兄雷士桢（監察御史）、元貞、元利。弟士和（生员）、元睦。